# MQS
MQS(Mastering Quality Sound)는 스튜디오에서 마스터링 시 다루어지는 고해상도 음원을 뜻한다. 손실음원인 MP3 파일이 곡 평균 6~7MB 정도의 크기로 서비스되는데 반해 MQS는 곡당 200MB 이상의 데이터로 제작되며, 높은 해상력을 통해 풍부한 공간감과 세밀하고 역동적인 표현을 제공한다. MQS는 24bit, 48 kHz~192kHz의 스펙을 가지고 있다. CD의 16bit, 44.1 kHz 해상도에 비해 6.5배 이상 많은 정보량을 지니고 있다.

## 대한민국에서의 MQS

### 2012년
아이리버는 한국 최초로 스튜디오 마스터링 퀄리티 음원(MQS) 재생이 가능한 ‘포터블 하이-파이 오디오’인 ‘아스텔앤컨(Astell&Kern)'을 2012년 10월 10일 내놓았다. MQS(Mastering Quality Sound)는 아이리버에서 '아스텔앤컨(Astell&Kern)'를 출시하면서 처음으로 MQS라는 용어를 사용하였으며, 2012년 12월 기준으로 일본, 홍콩, 미국, 중국 등에서 스튜디오 마스터링 퀄리티 음원이라는 의미로 사용되었다.

### 2013년
2013년 6월 3일 네이버 뮤직은 마스터링 HD음원 서비스를 시작했다. 이어서 8월 28일 지니에서 HQS음원 서비스를, 8월 29일 엠넷도 HD뮤직 2.0 서비스를 했다. 10월 31일 소니도 제품을 새로 발표하면서 HRA(High Resolution Audio)라는 용어를 사용하였다. 2013년 말, 지금은 새롭게 뛰어든 기업으로 인해 시장이 점점 치열해지고 있으며, 현재 기업마다 고품질 음원의 정식 명칭이 아직 정해지지 않은 상황에서 마케팅의 일환으로 서로 이름을 붙였다는 비판이 있다. 2009년 11월 음악포털 벅스는 국내 음악사이트 최초로 16bit 원음서비스를 시작한 이래 2013년 11월 고음질 24bit FLAC 서비스를 시작하였다. 11월 25일 삼성전자의 삼성 허브 뮤직은 삼성 특정 '갤럭시' 종류의 스마트폰에서 고음질로 감상하는 음악 서비스인 UHQ(Ultra High Quality) 음원으로 구성된 스토어를 열었다.

## 재생
MQS(Mastering Quality Sound) 음원은 기본적으로 FLAC 확장자의 음원이며 그 외에 wav, alac, aiff, dff, dsf 등 다양한 형식의 파일이 있다. DAC와 앰프, PC에서 지원되는 사운드 카드, 휴대용 포터블 기기는 대한민국 하이파이 시스템인 아스텔앤컨(Astell&Kern) 등으로 재생 가능하다. LG와 삼성전자의 일부 특정한 스마트폰이 재생 지원을 한다. 사용자 용도와 다양한 기호에 맞게 재생할 수 있으며 기기마다 품질과 성능에 차이를 보인다.

### 주요 제조회사
- DAC+앰프: 소니(일본) 등
- 스마트폰: LG(한국), 삼성(한국), 팬택(한국), 소니(일본) 등
- 휴대용 플레이어(DAP): 아이리버(한국), 코원(한국), FiiO(중국), 소니(일본), 디지털앤아날로그(한국) 등
- 사운드 카드: Creative(싱가포르), Onkyo(일본) 등

## MQS 음질의 의미

### 24비트(bit)와 192킬로헤르츠(kHz)
24비트(bit)는 비트 심도를 의미하며, 1bit당 6db의 진폭을 가진다. 이를 '비트레이트(bit rate)'라고 한다.
192킬로헤르츠(kHz)는 재생 가능한 주파수를 의미하며, 나이퀴스트 이론에 따라 1/2의 주파수인 96khz까지 샘플링이 가능함을 의미한다. 이를 '샘플링 레이트
(sampling rate)'라고 한다.
일반적으로 비트레이트와 샘플링 레이트가 높을수록 원음에 가까운 소리를 재생하게 되지만, 192 kHz 같은 높은 샘플링 레이트는 상호 변조 왜곡으로 인한 초음파 아티팩트, 너무 빠른 속도로 인한 부정확한 샘플링을 일으키기 쉽다. 미국음향기술자협회는 대부분의 소프트웨어에 48 kHz의 샘플링 레이트를 권장하지만, CD와 다른 소비자 용도에 44.1 kHz, 전송 관련 소프트웨어에 32 kHz, 높은 대역폭 또는 완화된 안티 앨리어싱 필터링에 96 kHz를 인정하고 있다.
참조
- 비트레이트
- 샘플링 레이트